# Satsuki Shō
Satsuki Shō, (Japanskt 2000 Guineas), är ett japanskt galopplöp för treåriga fullblod som rids årligen på Nakayama Racecourse i Funabashi i Japan. Det är ett Grupp 1-löp, det vill säga ett löp av högsta internationella klass. Löpet rids över 2000 meter på gräs i april.
Löpet reds för första gången 1939, och är den japanska motsvarigeten till det engelska löpet 2000 Guineas Stakes (som dock rids över 1609 meter). Löpet är det första av tre löp som ingår i en japansk Triple Crown. De andra löpen är Tōkyō Yūshun (japanskt derby) och Kikuka-shō (japanskt St. Leger).

## Segrare
| År   | Häst           | Jockey             | Tränare            | Ägare                   | Tid    |
| ---- | -------------- | ------------------ | ------------------ | ----------------------- | ------ |
| 1990 | Haku Taisei    | Katsumi Minai      | Tadashi Fuse       | Shigeo Watanabe         | 2:02.2 |
| 1991 | Tokai Teio     | Takayuki Yasuda    | Shouichi Matsumoto | Masanori Uchimura       | 2:01.8 |
| 1992 | Mihono Bourbon | Sadahiro Kojima    | Tameo Toyama       | Mihono International    | 2:01.4 |
| 1993 | Narita Taishin | Yutaka Take        | Masaaki Okubo      | Hidenori Yamaji         | 2:00.2 |
| 1994 | Narita Brian   | Katsumi Minai      | Masaaki Okubo      | Hidenori Yamaji         | 1:59.0 |
| 1995 | Genuine        | Yukio Okabe        | Yasuhisa Matsuyama | Sunday Racing Co. Ltd.  | 2:02.5 |
| 1996 | Ishino Sunday  | Hirofumi Shii      | Kenji Yamauchi     | Ishino Co Ltd           | 2:00.7 |
| 1997 | Sunny Brian    | Naohiro Onishi     | Senji Nakao        | Moriyasu Miyazaki       | 2:02.0 |
| 1998 | Seiun Sky      | Norihiro Yokoyama  | Kazutaka Yasuda    | Masayuki Nishiyama      | 2:01.3 |
| 1999 | T M Opera O    | Ryuji Wada         | Ichizo Iwamoto     | Masatsugu Takezono      | 2:00.7 |
| 2000 | Air Shakur     | Yutaka Take        | Hideyuki Mori      | Lucky Field Co Ltd      | 2:01.8 |
| 2001 | Agnes Tachyon  | Hiroshi Kawachi    | Hiroyuki Nagahama  | Takao Watanebe          | 2:00.3 |
| 2002 | No Reason      | Brett Doyle        | Yasuo Ikee         | Shinji Maeda            | 1:58.5 |
| 2003 | Neo Universe   | Mirco Demuro       | Tsutomu Setoguchi  | Shadai Race Horse       | 2:01.2 |
| 2004 | Daiwa Major    | Mirco Demuro       | Hiroyuki Uehara    | Daiwa Shoji Co.         | 1:58.6 |
| 2005 | Deep Impact    | Yutaka Take        | Yasuo Ikee         | Makoto Kaneko           | 1:59.2 |
| 2006 | Meisho Samson  | Mamoru Ishibashi   | Tsutomu Setoguchi  | Yoshio Matsumoto        | 1:59.9 |
| 2007 | Victory        | Katsuharu Tanaka   | Hidetaka Otonashi  | Hideko Kondo            | 1:59.9 |
| 2008 | Captain Thule  | Yuuga Kawada       | Hideyuki Mori      | Shadai Race Horse       | 2:01.7 |
| 2009 | Unrivaled      | Yasunari Iwata     | Yasuo Tomomichi    | Sunday Racing           | 1:58:7 |
| 2010 | Victoire Pisa  | Yasunari Iwata     | Katsuhiko Sumii    | Yoshimi Ichikawa        | 2:00.8 |
| 2011 | Orfevre        | Kenichi Ikezoe     | Yasutoshi Ikee     | Sunday Racing Co. Ltd.  | 2:00.6 |
| 2012 | Gold Ship      | Hirouki Uchida     | Naosuke Sugai      | Hidekazu Kobayashi      | 2:01.3 |
| 2013 | Logotype       | Mirco Demuro       | Tsuyoshi Tanak     | Teruya Yoshida          | 1:58.0 |
| 2014 | Isla Bonita    | Masayoshi Ebina    | Hironori Kurita    | Shadai Race Horse       | 1:59.6 |
| 2015 | Duramente      | Mirco Demuro       | Noriyuki Hori      | Sunday Racing Co. Ltd.  | 1:58.2 |
| 2016 | Dee Majesty    | Masayoshi Ebina    | Yoshitaka Ninomiya | Masaru Shimada          | 1:57.9 |
| 2017 | Al Ain         | Kohei Matsuyama    | Yasutoshi Ikee     | Sunday Racing Co. Ltd.  | 1:57.8 |
| 2018 | Epoca d'Oro    | Keita Tosaki       | Hideaki Fujiwara   | K Hidaka Breeders Union | 2:00.8 |
| 2019 | Saturnalia     | Christophe Lemaire | Katsuhiko Sumii    | U Carrot Farm           | 1:58.1 |
| 2020 | Contrail       | Yuichi Fukunaga    | Yoshito Yahagi     | Shinji Maeda            | 2:00.7 |
| 2021 | Efforia        | Takeshi Yokoyama   | Yuichi Shikato     | U.Carrot Farm           | 2:00.6 |
| 2022 | Geoglyph       | Yuichi Fukunaga    | Tetsuya Kimura     | Sunday Racing Co. Ltd.  | 1:59.7 |

1. ↑  2011 års upplaga av löpet reds på Tokyo Racecourse på grund av Jordbävningen vid Tohoku 2011.